# Antonio Sancho Dávila de Toledo y Colonna
Antonio Sancho Dávila y Toledo Colonna (Madrid, 15 de enero de 1590-ibíd., 25 de agosto de 1666), III marqués de Velada y I de San Román, grande de España, militar, diplomático y hombre de estado español. Sirvió en las campañas militares del norte de África y en la guerra de Flandes y fue gobernador del Milanesado.

## Biografía

### Primeros años
Fue el único hijo varón de Gómez Dávila y Toledo, II marqués de Velada, y de Ana de Toledo Colonna. En su bautizo fue apadrinado por el príncipe Felipe, pupilo de su padre, y por su tía Vittoria Colonna, condesa de Melgar.
En su infancia sirvió como menino y bracero a la reina Margarita de Austria y posteriormente como gentilhombre de cámara a Felipe IV.
En 1614, con motivo de su boda con Constanza Osorio, Felipe III le concedió el marquesado de San Román. En 1616 recibió el hábito de caballero de la Orden de Calatrava, de la que fue comendador de Manzanares.

### Servicio en África
En 1625 fue enviado al norte de África como gobernador y capitán general de las plazas de Orán, Mazalquivir y Tremecén, donde permaneció hasta 1628. Al año siguiente se le confirió el mando de una flota destinada a recuperar la plaza de San Jorge de Elmina, en Guinea, aunque esta expedición no llegó a llevarse a cabo. Posteriormente, con el rango de capitán general de mar y tierra, se le encargó la dirección de una armada que debería expulsar a los holandeses de sus asentamientos en la costa de Brasil; durante los preparativos de esta armada se le ordenó partir a Portugal, en sustitución del conde de Fuentes, pero esta misión tampoco llegó a concretarse.

### En la guerra de Flandes
En 1636 fue destinado a los Países Bajos españoles, en aquella época inmersos en la guerra de Flandes, en la que las fuerzas de las Provincias Unidas dirigidas por el estatúder Federico Enrique de Orange-Nassau se enfrentaban a los tercios españoles del gobernador de los Países Bajos Fernando de Austria.
Con el cargo de maestre de campo general, Dávila participó en varias batallas .
En 1640, junto al boloñés Virgilio Malvezzi, fue enviado como embajador extraordinario a Londres en apoyo de Alonso de Cárdenas, con la misión de pactar una alianza con Carlos I de Inglaterra. Las intenciones españolas eran las de evitar una alianza de Inglaterra con Francia (enfrentada a España en la guerra franco-española) y con las Provincias Unidas, impidiendo además la boda de Guillermo II de Orange-Nassau con María Enriqueta Estuardo. La misión diplomática fracasaría, y Dávila volvió a los Países Bajos en marzo de 1641 .
De regreso en los Países Bajos, y tras la muerte del cardenal infante y su sucesión por el nuevo gobernador Francisco de Melo, tomó parte en la batalla de Honnecourt como general de caballería.

### Gobernador de Milán

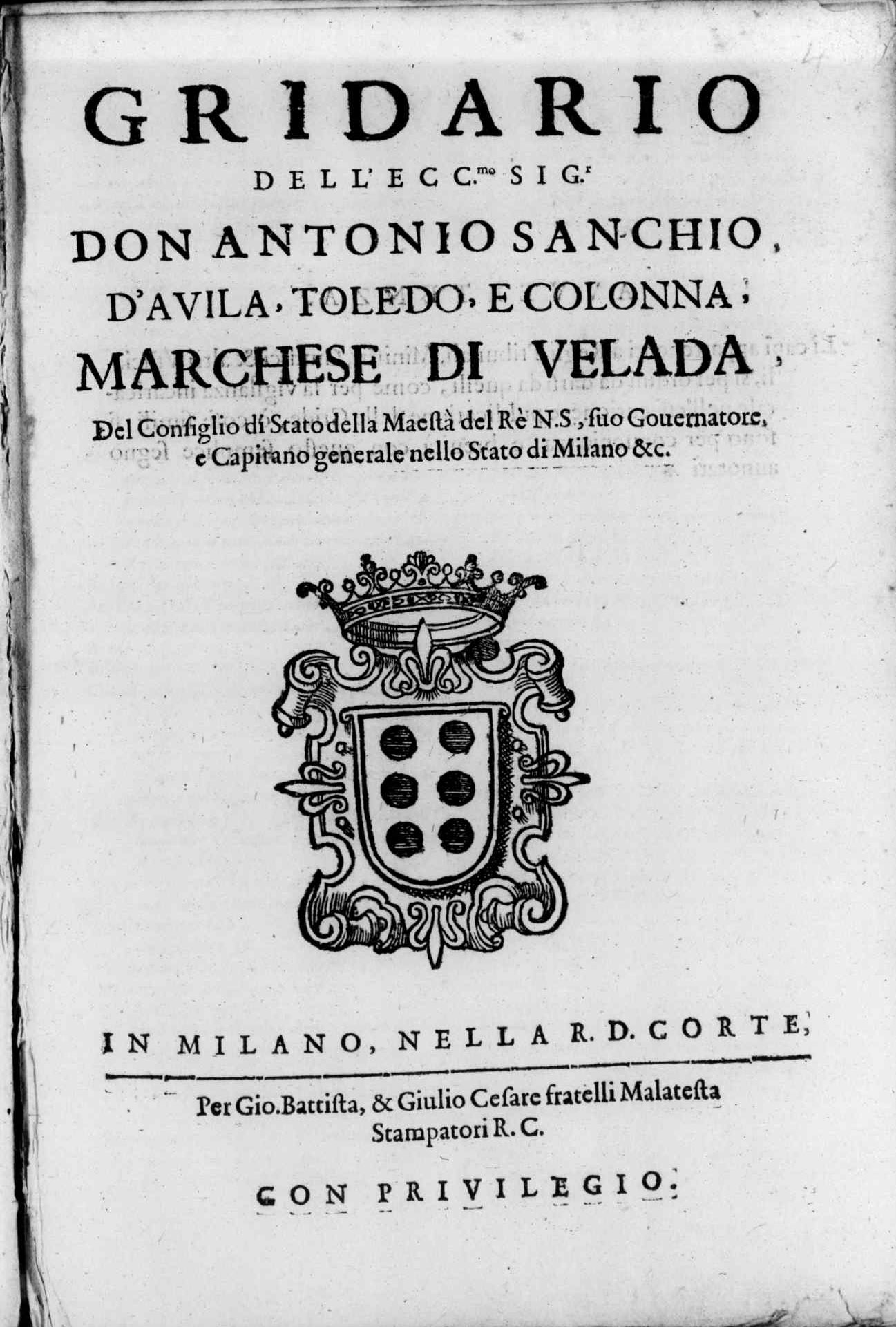
Gridario dell'eccellentissimo signor don Antonio Sanchio, d'Avila, Toledo, e Colonna, marchese di Velada, 1646

En 1643 fue nombrado gobernador del ducado de Milán, en cuyo cargo rechazó el ataque que Tomás de Saboya y su hermano Mauricio llevaron a cabo en 1645, cerca del río Mora.

### Regreso a España
En 1646 dejó el gobierno de Milán y volvió a España, donde al año siguiente ocupó el cargo de consejero de estado de Felipe IV. En diciembre de 1653 tomó la presidencia del Consejo de Órdenes interinamente durante la ausencia del titular Gaspar de Bracamonte Guzmán. Posteriormente sería nombrado gobernador del Consejo Supremo de Italia y presidente del de Flandes.

## Familia
De su matrimonio en 1614 con Constanza Osorio, hija de los marqueses de Astorga, tuvo cuatro hijos:
- Antonio Pedro Sancho, quien como primogénito le sucedió en sus títulos de nobleza.
- Bernardino.
- Fernando.
- Ana.

| Predecesor: Jorge de Cárdenas y Manrique de Lara | Gobernador de Orán 1625-1628  | Sucesor: Francisco de Andía Irarrazábal y Zárate |
| Predecesor: Juan Velasco de la Cueva y Pacheco   | Gobernador de Milán 1643-1646 | Sucesor: Bernardino Fernández de Velasco         |
| Predecesor: Gómez Dávila                         | Marqués de Velada 1616-1666   | Sucesor: Antonio Pedro Sancho Dávila y Osorio    |